# Casa de la Generalitat a Perpinyà
La Casa de la Generalitat a Perpinyà (Maison de la Généralité à Perpignan) est une délégation de la Généralité de Catalogne dans la ville de Perpignan, en France. 

## Présentation

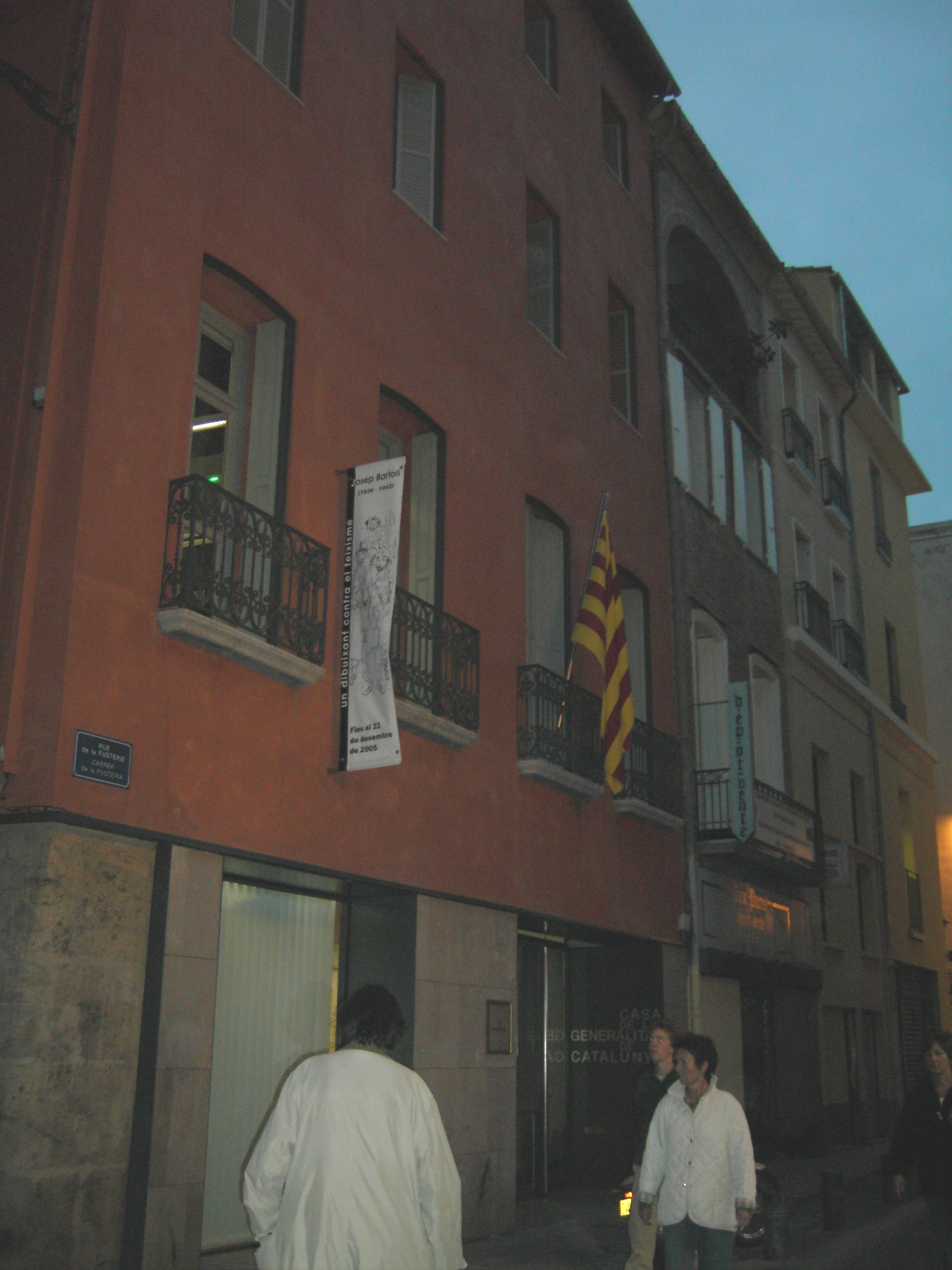
Casa de la Generalitat à Perpignan

La Casa de la Generalitat a Perpinyà est inaugurée en septembre 2003 par le président Jordi Pujol. Ses fonctions principales sont d'aider à créer et renforcer les liens de tous types, institutionnels, économiques, linguistiques, culturels ou touristiques, entre la Catalogne et les Pyrénées-Orientales. Elle dépend actuellement de la Présidence de la Généralité.

## Directeurs
| 2003-2004 | Maryse Olivé              |
| 2004-2005 | Enric Pujol (ca)          |
| 2005-2010 | Jordi Fernández-Cuadrench |
| 2011-2014 | Joan Gaubí                |
| 2014-2022 | Josep Puigbert (ca)       |
| 2022-2024 | Alfons Quera i Carré (ca) |
| 2024-2025 | Christopher Person (ca)   |
| 2025-     | Albert Piñeira (ca)       |